# Mary Adela Blagg
Mary Adela Blagg (Cheadle, 17 mei 1858 – 14 april 1944) was een Engels astronoom en lid van de Royal Astronomical Society.

## Biografie
Blagg werd geboren in Cheadle, Staffordshire, en woonde daar haar hele leven. Ze was de dochter van een advocaat, John Charles Blagg en France Caroline Foottit. Ze trainde zichzelf in wiskunde door de leerboeken van haar broer te lezen. In 1875 werd ze naar een eindschool in Kensington gestuurd, waar ze algebra en Duits studeerde. Ze werkte later als lerares op een zondagsschool en was de afdelingssecretaris van de Girls' Friendly Society.
Op middelbare leeftijd raakte ze geïnteresseerd in astronomie na het volgen van een universitaire uitbreidingscursus, gegeven door Joseph Hardcastle, de kleinzoon van John Herschel. Haar tutor stelde voor om op het gebied van selenografie te werken, met name op het probleem van het ontwikkelen van een uniform systeem van de Maannomenclatuur. Verschillende grote maankaarten uit die periode vertoonden namelijk verschillen in de naamgeving van de verschillende kenmerken.
In 1905 werd ze door de nieuw gevormde International Association of Academies aangesteld om een lijst samen te stellen van alle kenmerken van de Maan. Ze werkte samen met Samuel Saunder aan deze zeer vervelende en langdurige taak en het resultaat werd in 1913 gepubliceerd. Haar werk leverde een lange lijst van discrepanties op die de vereniging zou moeten oplossen. Ze verrichtte ook veel werk op het gebied van veranderlijke sterren, in samenwerking met professor H.H. Turner. Deze werden gepubliceerd in een serie van tien artikelen in de Monthly Notices of the Royal Astronomical Society, waarin de professor erkende dat het overgrote deel van het werk was verricht door Mary Blagg. Op 28 maart 1906 werd Blagg op voorstel van Hardcastle gekozen in de British Astronomical Association.
Na de publicatie van verschillende onderzoeken voor de Royal Astronomical Society (RAS), werd ze in januari 1916 gekozen als lid (fellow) na te zijn voorgedragen door professor Turner. Ze was een van de vijf vrouwen die tegelijkertijd werden gekozen, de eerste vrouwen die fellows van de RAS werden.
Blagg werkte in 1913 een Fourieranalyse uit van de Wet van Titius-Bode, die gedetailleerd werd beschreven in Michael Martin Nieto's boek "The Titius-Bode Law of Planetary Distances". Haar onderzoek corrigeerde een grote fout in de oorspronkelijke wet en gaf het een stevigere fysieke basis. Haar paper werd echter vergeten tot 1953, toen bleek dat haar voorspellingen uitkwamen door ontdekkingen van nieuwe natuurlijke satellieten die op het moment van publicatie nog niet gekend waren.
In 1920 trad ze toe tot de Lunar Commission van de nieuw gevormde Internationale Astronomische Unie. Ze gaven haar de opdracht haar werk aan het standaardiseren van de nomenclatuur voort te zetten. Voor deze taak werkte ze samen met Karl Müller (1866–1942), een gepensioneerde regeringsfunctionaris en amateurastronoom (de maankrater Müller werd vervolgens naar hem vernoemd). Samen produceerden ze in 1935 een tweedelig werk, getiteld "Named Lunar Formations", die de standaardreferentie over het onderwerp werd.
Tijdens haar leven deed ze ook vrijwilligerswerk, waaronder de zorg voor Belgische vluchtelingenkinderen tijdens de Eerste Wereldoorlog. Een van haar favoriete hobby's was schaken. Ze werd in haar overlijdensbericht beschreven als "een bescheiden en teruggetrokken karakter, in feite een grote kluizenaar" en woonde zelden vergaderingen bij.

## Nagedachtenis
In 1935 werd een inslagkrater op de Maan naar haar vernoemd.
- Gemeinsame Normdatei: 1289680779
- International Standard Name Identifier: 0000 0000 7781 1822
- Library of Congress Control Number: no2010057507
- Nederlandse Thesaurus van Auteursnamen: 133250342
- Réseau des bibliothèques de Suisse occidentale: 02-A027681040
- SNAC: w6tz8k91
- Système universitaire de documentation: 123484685
- Virtual International Authority File: 29927853
- WorldCat: E39PBJfCwg3h8ckXtrkfr6yDbd